# Drunella grandis
Drunella grandis är en dagsländeart som först beskrevs av Eaton 1884.  Drunella grandis ingår i släktet Drunella och familjen mossdagsländor. Inga underarter finns listade i Catalogue of Life.